# Franky Pelgrims
Franky Pelgrims (Mortsel, 30 mei 1990) is een Belgisch voormalig voetballer.
Pelgrims genoot zijn jeugdopleiding bij Berchem Sport en Antwerp FC. Van oktober 2007 tot december 2011 speelde Pelgrims bij Antwerp FC onder een professioneel contract. 
Daarna speelde hij drie seizoenen voor KSV Temse en één seizoen voor Berchem Sport waar hij zijn professionele spelerscarrière in 2015 beëindigde.

## Statistieken
| Club        | Seizoen    | Totaal aantal wedstrijden | Competitie- wedstrijden | Doelpunten |   |   |
| ----------- | ---------- | ------------------------- | ----------------------- | ---------- | - | - |
| Antwerp FC  | 2007-08    | 1                         | 0                       | 0          | 0 | 0 |
| Antwerp FC  | 2008-09    | 0                         | 0                       | 0          | 0 | 0 |
| Antwerp FC  | 2009-10    | 12                        | 11                      | 0          | 1 | 0 |
| Antwerp FC  | 2010-11    | 39                        | 24                      | 0          | 1 | 0 |
| Antwerp FC  | 2011-12    | 12                        | 1                       | 0          | 0 | 0 |
| Totaal      |            | 64                        | 36                      | 0          | 0 | 0 |
| Bijgewerkt: | 20-09-2021 |                           |                         |            |   |   |